# Argyranthemum adauctum
Argyranthemum adauctum es una especie de planta herbácea perteneciente a la familia de las asteráceas, originaria de las Islas Canarias.

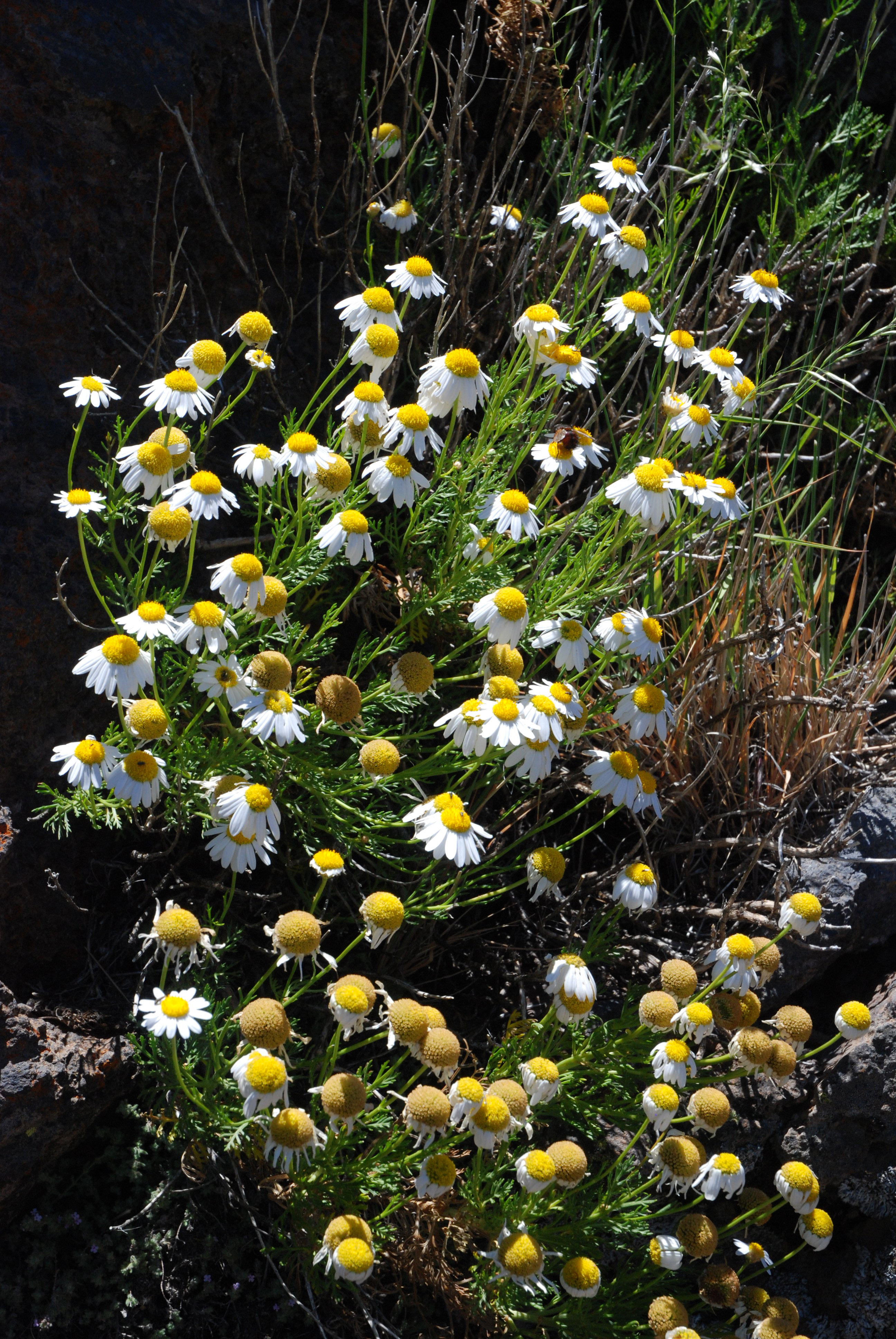
A. adauctum subsp. palmensis

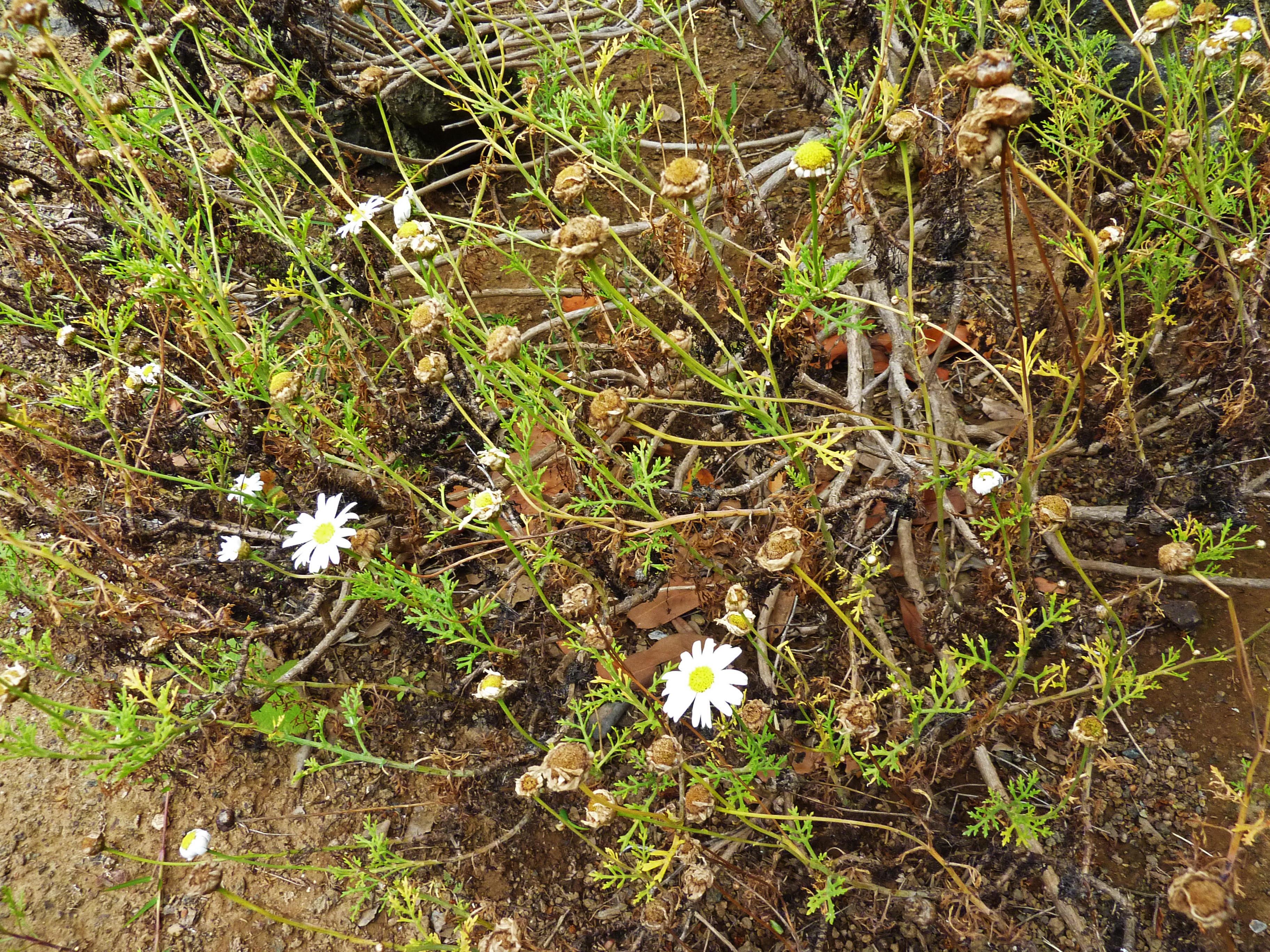
A. adauctum subsp. canariense

## Descripción
Argyranthemum adauctum es un endemismo del que se diferencian numerosas subespecies: ssp. adauctum, en Tenerife; ssp. canariense (Sch.Bip.) Humphries, en Gran Canaria; ssp. dugourii (Bolle) Humphries, en Tenerife; ssp. erythrocarpon (Svent.) Humphries, en El Hierro; ssp. gracile (Sch. Bip.) Humphries, en Gran Canaria; ssp. jacobaeifolium (Sch. Bip.) Humphries, en Gran Canaria y ssp. palmensis A.Santos, en La Palma. Se trata de una planta muy variable, que pertenece al grupo de especies cuyas cipselas exteriores, normalmente fusionadas en grupos, carecen de alas y normalmente de vilano, caracterizándose además por sus hojas sésiles, desde subglabras a densamente tomentosas o híspidas. Sus inflorescencias son corimbosas.  La ssp. jacobaeifolium (Sch. Bip.) Humphries de esta especie, se incluye en el Catálogo de Especies Amenazadas de Canarias, como sensible a la alteración de su hábitat, en la isla de Gran Canaria.

## Taxonomía
Argyranthemum adauctum fue descrito por (Link) Humphries y publicado en Bull. Brit. Mus. (Nat. Hist.), Bot. 5(4): 227. 1976.
Etimología
Argyranthemum: nombre genérico que procede del griego argyros, que significa "plateado" y anthemom, que significa "planta de flor", aludiendo a sus flores radiantes pálidas.
adauctum
Sinonimia
- Chrysanthemum broussonetii
- Chrysanthemum canariense var. jacobaeifolia
- Chrysanthemum canariense
- Chrysanthemum dugoirii
- Chrysanthemum dugourii subsp. erythrocarpon
- Chrysanthemum jacobaeifolium
- Preauxia canariensis
- Preauxia dugourii
- Preauxia jacobaeifolia
- Preauxia perraudieri
- Pyrethrum adauctum[2]

## Nombre común
Se conoce como "magarza tinerfeña de cumbre (ssp. adauctum), magarza grancanaria de cumbre (ssp. canariense), magarza tinerfeña de pinar (ssp. dugourii), magarza de tábano (ssp. erythrocarpon), magarza grancanaria de pinar (ssp. gracile), magarza de Doramas (ssp. jacobaeifolium) y magarza palmera de monteverde (ssp. palmensis)".